# Бочаров, Дмитрий Сергеевич
Дмитрий Сергеевич Бочаров (род. 20 октября 1982, Новосибирск, РСФСР, СССР) — российский шахматист, гроссмейстер (2003).
Окончил Новосибирский государственный технический университет. Воспитанник новосибирского тренера Александра Хасина.
Участник двух чемпионатов России (по швейцарской системе; 2000, 2003), а также отборочных этапов (высшей лиги и пр.) ряда других ЧР. Участник ряда чемпионатов Европы, Кубка мира 2005.
В 2003 году разделил 1—7 места (по коэфф. классифицирован шестым) на крупном опене в Каппель-ла-Гранд, по результату чего завоевал звание международного гроссмейстера. Двукратный победитель Мемориала Чигорина в Санкт-Петербурге (2006, 2011).
Чемпион мира среди студентов в личном и командном зачёте (2008).
На первенстве мира по быстрым шахматам 2015 разделил 5—12 места. Чемпион России по блицу (2015).
В командных чемпионатах России выступал за «Сибирские Афины» Томск, «Томск-400-Юкос», «Политехник» Нижний Тагил, «Сибирь» Новосибирск. Двукратный победитель командного чемпионата России (2004 — «Томск-400-Юкос», 2015 — «Сибирь»). 
Победитель Кубка европейских клубов 2015 года («Сибирь»).
Чемпион мемориала Л. С. Сандахчиева 2020, серебряный призёр в 2022 году.

## Изменения рейтинга
| Графики недоступны из-за технических проблем. См. информацию на Фабрикаторе и на mediawiki.org. |